# Cuncolim
Cuncolim è una città dell'India di 15.848 abitanti, situata nel distretto di Goa Sud, nello territorio federato di Goa. In base al numero di abitanti la città rientra nella classe IV (da 10.000 a 19.999 persone).

## Geografia fisica
La città è situata a 15° 10' 0 N e 73° 58' 60 E e ha un'altitudine di 17 m s.l.m..

## Società

### Evoluzione demografica
Al censimento del 2001 la popolazione di Cuncolim assommava a 15.848 persone, delle quali 7.736 maschi e 8.112 femmine. I bambini di età inferiore o uguale ai sei anni assommavano a 1.488, dei quali 772 maschi e 716 femmine. Infine, coloro che erano in grado di saper almeno leggere e scrivere erano 12.416, dei quali 6.439 maschi e 5.977 femmine.